# Mètode dels elements discrets
Un mètode d'elements discrets (DEM), també anomenat mètode d'elements diferents, és qualsevol d'una família de mètodes numèrics per calcular el moviment i l'efecte d'un gran nombre de partícules petites. Tot i que el DEM està molt relacionat amb la dinàmica molecular, el mètode es distingeix generalment per la seva inclusió de graus de llibertat rotacionals, així com per contacte amb estat i geometries sovint complicades (inclosos poliedres). Amb els avenços en la potència de càlcul i els algorismes numèrics per a la classificació dels veïns més propers, s'ha fet possible simular numèricament milions de partícules en un sol processador. Avui, el DEM està sent àmpliament acceptat com un mètode eficaç per abordar problemes d'enginyeria en materials granulars i discontinus, especialment en fluxos granulars, mecànica de pols i mecànica de roques. El DEM s'ha estès al mètode d'elements discrets estès tenint en compte la transferència de calor, la reacció química i l'acoblament a CFD i FEM.
Els mètodes d'elements discrets són relativament intensius de càlcul, cosa que limita la durada d'una simulació o el nombre de partícules. Diversos codis DEM, igual que els codis de dinàmica molecular, aprofiten les capacitats de processament paral·lel (sistemes compartits o distribuïts) per augmentar el nombre de partícules o la longitud de la simulació. Una alternativa per tractar totes les partícules per separat és fer una mitjana de la física entre moltes partícules i tractar així el material com un continu. En el cas del comportament granular de tipus sòlid com en la mecànica del sòl, l'enfocament continu sol tractar el material com a elàstic o elasto-plàstic i el modela amb el mètode d'elements finits o un mètode lliure de malla. En el cas del flux granular de tipus líquid o gas, l'enfocament continu pot tractar el material com un fluid i utilitzar la dinàmica de fluids computacional. Els inconvenients de l'homogeneïtzació de la física a escala granular, però, estan ben documentats i s'han de tenir en compte amb cura abans d'intentar utilitzar un enfocament continu.

## La família DEM

Simulació d'elements discrets amb partícules disposades després d'una foto de Peter A. Cundall. Tal com es proposa a Cundall i Strack (1979), els grans interactuen amb forces elàstiques lineals i la fricció de Coulomb. La cinemàtica del gra evoluciona a través del temps mitjançant la integració temporal del seu equilibri de força i parell. El comportament col·lectiu s'autoorganitza amb zones de cisalla discretes i angles de repòs, com a característic dels materials granulars sense cohesió.

Les diverses branques de la família DEM són el mètode d'elements diferenciats proposat per Peter A. Cundall i Otto DL Strack el 1979, el mètode d'elements discrets generalitzats (Williams, Hocking & Mustoe 1985) , l'anàlisi de deformació discontínua (DDA) (Shi 1992) i el mètode dels elements finits-discrets desenvolupat simultàniament per diversos grups (per exemple, Munjiza i Owen). El mètode general va ser desenvolupat originalment per Cundall el 1971 per a problemes de mecànica de roques. Williams, Hocking & Mustoe (1985) van demostrar que el DEM es podia veure com un mètode d'elements finits generalitzat. La seva aplicació als problemes de geomecànica es descriu al llibre Numerical Methods in Rock Mechanics (Williams, Pande & Beer 1990). Les 1r, 2n i 3r Conferències Internacionals sobre Mètodes d'Elements Discrets han estat un punt comú per als investigadors per publicar avenços en el mètode i les seves aplicacions. Williams, Bicanic i Bobet et al. (mirar abaix). Un tractament complet del mètode combinat d'elements finits i elements discrets es troba al llibre The Combined Finite-Discrete Element Method.

## Aplicacions
El supòsit fonamental del mètode és que el material consta de partícules separades i discretes. Aquestes partícules poden tenir diferents formes i propietats que influeixen en el contacte entre partícules. Alguns exemples són:
- líquids i solucions, per exemple de sucre o proteïnes;
- materials a granel en sitges d'emmagatzematge, com el cereal;
- matèria granular, com la sorra;
- pols, com el tòner.
- Massissos de roca en blocs o articulats

Les indústries típiques que utilitzen DEM són:
- Agricultura i manipulació d'aliments
- Química
- Detergents
- Petroli i gas
- Mineria
- Processament de minerals
- Indústria farmacèutica
- Metal·lúrgia de pols